# Stellastarr*
stellastarr* é uma banda estadunidense de indie rock, baseada em Nova York. É composta por Shawn Christensen (vocal, guitarra rítmica), Amanda Tannen (baixo, vocal), Arthur Kremer (bateria, percussão, teclados) e Michael Jurin (guitarra, vocal).
O grupo foi formado em março de 2000, a partir das cinzas de um projeto musical formado enquanto estudavam arte e design no Pratt Institute, no Brooklyn. Alguns anos depois, após um encontro com Michael Jurin (que havia voltado a morar no Brooklyn e havia deixado sua banda, Charlotte's Funeral), os colegas de classe decidiriam se reunir, desta vez com Shawn Christensen nos vocais.
O stellastarr* realizou o seu primeiro concerto oficial no Luna Lounge, em Manhattan, em julho de 2000, e, pouco tempo depois, lançaram uma série de EPs independentes e caseiros. Ele entraram em turnê com diversos grupos, como Jane's Addiction, The Raveonettes, Placebo, The Killers e Editors. Eles já se apresentaram nos Estados Unidos, no Reino Unido, no Canadá, no México, no Japão e na Europa.

## Discografia

### Álbuns de estúdio
- stellastarr* (23 de setembro de 2003)
- Harmonies for the Haunted (13 de setembro de 2005)

### EPs
- Somewhere Across Forever (19 de maio de 2002)

### Singles
- "Jenny" (15 de setembro de 2003)
- "My Coco" (3 de agosto de 2004)
- "Sweet Troubled Soul" (setembro de 2005)